# Black Legends
Ne pas confondre avec le groupe de musique italien Black Legend.
Black Legends est une comédie musicale française, créée en 2022 par le metteur en scène Valéry Rodriguez. Elle raconte, en une quarantaine de tableaux chantés, l’histoire de la communauté afro-américaine, de la ségrégation raciale à l’élection de Barack Obama, à travers la musique d'artistes populaires issus de cette communauté, tels qu'Aretha Franklin, Billie Holiday, James Brown ou encore Beyoncé.
Originellement jouée de septembre 2022 à mars 2023 sur la scène de Bobino (Paris), elle rencontre un grand succès critique et populaire. La troupe fait de nombreuses tournées en France les années suivantes, passant par le Zénith de Paris, la scène des Molières 2023 ou le théâtre antique d'Orange en 2024, réunissant au total plus de 250 000 spectateurs en 3 saisons. Elle remporte en 2023 le « Trophée du meilleur spectacle musical » lors de la 5e cérémonie des Trophées de la comédie musicale.

## Création
Originaire du sud-ouest de la France, le metteur en scène Valéry Rodriguez développe dans son enfance une passion pour la musique afro-américaine, après avoir découvert le gospel à la radio.
Après des études à Londres où il découvre le monde de la comédie musicale, l'idée lui vient de créer un spectacle rendant hommage à la musique afro-américaine. C'est au théâtre Mogador (Paris) où il joue le rôle de Banzaï dans Le Roi Lion en 2008, qu'il rencontre les comédiens qu'il souhaite engager pour son projet, notamment les doublures, que l'on voit moins sur scène. Il met en scène son premier projet Swinging Life, mêlant jazz et soul, qui rencontre un bon accueil du public et l'encourage à travailler sur ce qui allait devenir Black Legends,.
Souhaitant réaliser une fresque de l'histoire et des souffrances de la communauté afro-américaine, il doit d'abord effectuer un tri rigoureux des évènements historiques à mettre en scène, de la fin de l'esclavage jusqu'aux années 2000. Il doit également choisir les chansons à utiliser. Une première représentation de Black Legends se déroule en 2015 aux Folies Bergère, mais s'arrête au bout de 12 représentations à cause d'un conflit entre Valéry Rodriguez et son co-producteur. Une nouvelle représentation a lieu en 2019 en Guadeloupe, lors de la commémoration de l'abolition de l'esclavage. Grâce à l'aide de son frère, Valéry Rodriguez trouve le soutien d'une banque et rebooste le projet, démarrant les répétitions en février 2020. La production est cependant brusquement ralentie par la pandémie de Covid et les difficultés financières de Valéry Rodriguez, qui perd son statut d'intermittent en 2020 et dont la maison est saisie. 
Au total, près de 10 ans se seront écoulés entre le début du projet et la première représentation à Bobino en 2022. Trois sociétés de production finissent par soutenir le projet : Encore un tour, Blue Line et Hérisson (le plus important).

## Déroulé du spectacle
Le spectacle raconte en chanson et en chorégraphie les souffrances et l'histoire de la communauté afro-américaine, de la ségrégation raciale à l'élection de Barack Obama en 2008.
La première scène s'ouvre sur la figure d'un esclave noir dans un champ de coton, alors qu'une voix lisant le Code noir résonne en arrière-plan,. Le décor change ensuite pour emmener les spectateurs dans le Cotton Club d'Harlem pendant les années 1920, où les Afro-américains étaient interdits d'entrée dans un contexte de ségrégation raciale, mais se produisaient sur scène, tels Duke Ellington et Cab Calloway, dont la chanson The Hi De Ho Man est reprise dans le spectacle.
À travers près d'une quarantaine de tableaux chantés et dansés en presque 2 heures, plusieurs scènes et sujets historiques s'enchaînent au fil de la représentation : le Ku Klux Klan et les violences racistes avec Strange Fruit (1939) de Billie Holiday, la lutte pour les droits civiques avec les figures de Martin Luther King et Malcolm X,, le Civil Rights Act de 1964 accompagné de la chanson A Change is Gonna Come (1964) de Sam Cooke, la participation des Afro-américains à la guerre du Vietnam avec What’s Going On (1971) de Marvin Gaye, etc. Des extraits de discours prononcés par des figures politiques afro-américaines, telles que Barack Obama ou Martin Luther King, scandent le spectacle. La place des femmes, à travers leur combat pour trouver une place au sein de la société ou la lutte contre les violences au sein du couple, est particulièrement mise en avant.
Les reprises de chansons puisent dans un large éventail de styles musicaux, allant du blues au disco, en passant par le jazz et le funk, ainsi que le hip-hop et le RnB des années 1990 et 2000. Les chansons de plusieurs artistes éminents de la communauté afro-américaine sont ainsi utilisées, dont celles de Ray Charles, Aretha Franklin, Beyoncé, Tina Turner, Prince, James Brown, Whitney Houston ou encore Michael Jackson,.
Depuis sa première représentation en 2022, le spectacle continue d'évoluer à chaque nouvelle tournée, avec de nouveaux titres et costumes.

## Troupe et équipe technique
En fonction des tournées, la troupe de Black Legends est composée d'une quinzaine à une vingtaine de comédiens, chanteurs et danseurs, dont certains sont des descendants d'esclaves,. Il n'y a pas de tête d'affiche parmi eux, tous les comédiens étaient inconnus du grand public avant leur participation. Un orchestre de 6 musiciens, joueurs de trompette, saxophone, basse, batterie, clavier et guitare, les accompagne.
Le spectacle est mis en scène par Valéry Rodriguez. La chorégraphie, composée d'une vingtaine de danses, est signée Thomas Bimaï,,. Christophe Jambois en est le directeur musical,.

## Réception
Le succès populaire est immédiat lors des premières représentations en 2022, avec une salle pleine à 95 % tous les soirs à Bobino, un succès assez rare pour une production française. Le spectacle est ainsi prolongé jusqu'en mars 2023, passant de 80 à 111 dates, avant que deux représentations au Zénith de Paris ne soient programmées en avril 2023 dans la foulée. En 2025, au bout de 3 saisons de tournées, le spectacle a réunit au total plus de 250 000 spectateurs.
Le succès critique est également au rendez-vous. Dès 2022 et les premières représentations, Le Figaro estime qu'il s'agit là d'« un spectacle vivifiant avec de formidables interprètes », saluant le niveau des comédiens et la grande qualité du répertoire musical. France Info applaudit également les comédiens, remarquant qu' « on est séduit par leur technique vocale digne des plus grands, leur justesse d'interprétation » et estimant que le spectacle est « une ode à la tolérance et à la différence ». En 2023, Le Parisien souligne de son côté que « la force du spectacle réside dans leur talent [des comédiens], la chorégraphie, les costumes, les sons des instruments ». La même année, le Bondy Blog applaudit « un spectacle exceptionnel digne des grands shows de Broadway ». De son côté, Le Monde trouve intéressant le fait d'« utiliser des extraits de discours (Martin Luther King, Barack Obama…), donner des repères historiques [...] et proposer des éléments visuels qui soulignent la portée sociale de nombre de chansons ».
Le site spécialisé « Regard en coulisse » tempère cependant ces louanges, déplorant la « banalité déconcertante » des scènes jouées avant les parties chantées, un fil narratif peu présent et un manque de contextualisation des chansons reprises, tout en saluant la qualité des interprétations, des décors et de l'orchestre. De même, Télérama déplore l'absence d'une véritable intrigue, jugeant l'ensemble « louable sur le fond, mais plutôt maladroit et lourd sur la forme ».

## Représentations marquantes
En avril 2023, la troupe de Black Legends effectue une représentation lors de la cérémonie des Molières,. Plus tard, en juillet 2024, elle se produit aux Chorégies d'Orange dans le théâtre antique de la ville.

## Récompenses
- 2023 : « Trophée du meilleur spectacle musical » lors de la 5e cérémonie des Trophées de la comédie musicale[3]